# Salon.com
Salon là một website tin tức và ý kiến chính trị tiến bộ và tự do của Mỹ được thành lập vào năm 1995. Trang này đăng các bài viết về chính trị, văn hóa và các sự kiện của Hoa Kỳ.